# Peyrole
Peyrole település Franciaországban, Tarn megyében. Lakosainak száma 557 fő (2022. január 1.). Peyrole Busque, Cadalen, Labessière-Candeil, Montans, Parisot, Puybegon és Técou községekkel határos.

## Népesség
A település népességének változása:
| Lakosok száma | 514  | 553  | 584  | 580  | 592  | 594  | 582  | 569  | 557  |
|               | 2013 | 2015 | 2016 | 2017 | 2018 | 2019 | 2020 | 2021 | 2022 |